# مسرد عربي فرنسي قديم

صفحتان من المصطلحات: الفرنسية بالخط القبطي على اليسار والعربية على اليمين

المسرد العربي الفرنسي القديم أو كتاب العبارات العربية الفرنسية القديم هو كتاب يشغل الصفحات الثلاثة عشر الأخيرة من مخطوطة القرن السادس عشر في باريس، بالمكتبة الوطنية الفرنسية ذات الرقم (Copte 43)، حيث يعمل كملحق لأطروحة عربية عن المعجم القبطي بعنوان السلم الحاوي. المخطوطة هي نسخة لاحقة. من المحتمل أن يكون القاموس نفسه قد جُمع في القرن الثالث عشر للأقباط المسافرين في الدول الصليبية، حيث كانت اللغة الفرنسية منتشرة على نطاق واسع. تحتوي المخطوطة على تاريخين، 1296 و1310، ولكن من المحتمل أن تكون المصطلحات قد جُمعَت قبل سقوط عكا في عام 1291، حيث إنها تشير إلى تلك المدينة وإلى بطريرك اللاتين في القدس، إذ إن بطريريك الأرثوذكس وبيزنطة قد طُردوا بعد الحملة الصليبية حتى تلك الفترة من القدس.
يحتوي القاموس على قائمة من الكلمات والعبارات الفرنسية القديمة المكتوبة بالخط القبطي مع معادلاتها العربية بالخط العربي. هناك 228 من المعضلات. الغالبية العظمى هي كلمات مفردة. لا يوجد سوى عدد قليل من الجمل. ربما اُختيرَت اللغة القبطية لتمثيل اللغة الفرنسية لأنها، على عكس اللغة العربية، تحتوي على أحرف بدلًا من الحركات والتشكيل. في الواقع، استُخدم 27 حرفًا فقط من أصل 31 حرفًا قبطيًا، ولكن هذا أكثر من الحروف اللاتينية البالغ عددها 22 حرفًا والتي تُستخدم عادةً في اللغة الفرنسية القديمة.
شكل المعجم هو نفس شكل كتاب السَّلاَم الحاوي السابق. النص القبطي مكتوب من اليسار إلى اليمين، ويوجد على اليسار، والنص العربي من اليمين إلى اليسار ويوجد على اليمين. وهذا يشير إلى أن اللغة الفرنسية كانت لغة المصدر واللغة العربية كانت اللغة المستهدفة، لذلك يُعتقد أن الأقباط قد كتبوا النص للعرب المسلمين. تُرتب الكلمات والعبارات موضوعيًا، حيث تكون الموضوعات هي الدين والأرقام وأيام الأسبوع والمهن والمعادن والعبارات اليومية والفواكه والحيوانات والملاحة والطقس والآلات الموسيقية والأسلحة والأجرام السماوية والاتجاهات الأساسية. بعض المصطلحات الفرنسية القديمة مستمدة من اللغة العربية، وفي القاموس تُرجمَت مرة أخرى إلى اللغة العربية.
يعتمد أسلوب الكتابة القبطية الفرنسية على نطق اللهجة البحيرية (شمال مصر) من اللغة القبطية. وفقًا لأصلانوف فإن اللغة الفرنسية أصبحَت لغة كوينية ببلاد الشام في ذلك الوقت. وهي وثيقة الصلة بالوالون وفي حالة واحدة (ⲗⲱⲥⲑ، lōsth ، "الشرق") تحتوي على إقراض فلمنكي. هناك دليل على التبديل اللغوي مع اللغة الإيطالية في بعض العبارات، وإحدى الجمل إيطالية بالكامل: ⲥⲑⲁⲛⲡⲁϣ، stanpaš = stai in pace ، 'كن هادئًا'. وهناك أيضًا مجموعة من الكلمات مكتوبة بالخط القبطي بلغة غير محددة. ترجماتهم العربية هي أسماء أرقام، ولكن الكلمات المصدرية ليست من الفرنسية.
إن هذا المعجم دليل على أن بعض الأقباط تعلموا اللغة الفرنسية في عكا، ربما شغفًا وربما طُلب ذلك منهم لسد الفجوة اللغوية. تجاهل المستشرقون هذا النص في كثير من الأحيان في الدراسات الصليبية. نشر جاك جوزيف شامبليون فيجياك النص القبطي مع النسخ والترجمة الفرنسية الحديثة في عام 1829. حُرر النص الكامل ونشره أولًا جاستون ماسبيرو في عام 1888 ثم سيريل أسلانوف في دراسة أحادية عام 2006 مع التعليق.

## ملحوظات
1. ↑  Aslanov 2006، صفحة 3.
2. 1 2 3  Minervini 2010، صفحة 136.
3. 1 2  Rubin 2018، صفحة 54.
4. ↑  Aslanov 2002، صفحات 157–158.
5. ↑  Aslanov 2000، صفحة 1276.
6. ↑  Aslanov 2000، صفحة 1274.
7. 1 2 3 4 5  Aslanov 2002، صفحات 158–159.
8. 1 2  Aslanov 2002، صفحة 161.
9. 1 2  Kedar 2006، صفحة 216.
10. ↑  Aslanov 2012.
11. ↑  Aslanov 2000، صفحات 1274–1278.
12. ↑  Rubin 2018، صفحة 70–71.
13. ↑  Kedar 2006، صفحة 215.
14. ↑  Aslanov 2002، صفحة 157.
15. ↑  Rubin 2018، صفحة 54, n. 33, citing Maspero 1888 and Aslanov 2006.

## فهرس
- Aslanov، Cyril (2000). "Interpreting the Language-mixing in Terms of Codeswitching: The Case of the Franco-Italian Interface in the Middle Ages". Journal of Pragmatics. ج. 32 ع. 9: 1273–1281. DOI:10.1016/S0378-2166(99)00100-9.
- Aslanov، Cyril (2002). "Languages in Contact in the Latin East: Acre and Cyprus". Crusades. ج. 1: 155–181. DOI:10.1080/28327861.2002.12220537.
- Aslanov، Cyril (2006). Evidence of Francophony in Mediaeval Levant: Decipherment and Interpretation (MS. Paris BnF Copte 43). Hebrew University Magnes Press.
- Aslanov، Cyril (2012). "Crusaders' Old French". في D. L. Arteaga (المحرر). Research on Old French: The State of the Art. Studies in Natural Language and Linguistic Theory. Springer. ج. 88. ص. 207–220. DOI:10.1007/978-94-007-4768-5_11. ISBN:978-94-007-4767-8.
- Champollion-Figeac، Jacques-Joseph (1829). Charte de Commune en langue romane, pour la ville de Gréalou en Quercy; publiée avec sa traduction française et des recherches sur quelques points de l'histoire de la langue romane en Europe et dans le Levant. Firmin Didot. مؤرشف من الأصل في 2022-10-13.
- Kedar، Benjamin Z. (2006) [1998]. "Latins and Oriental Christians in the Frankish Levant, 1099–1291". Franks, Muslims and Oriental Christians in the Latin Levant: Studies in Frontier Acculturation. Variorum. ص. 209–222.
- Maspero، Gaston (1888). "Le vocabulaire français d'un Copte du XIIIe siècle". Romania. ج. 17 ع. 68: 481–512. DOI:10.3406/roma.1888.6028. مؤرشف من الأصل في 2024-07-12.
- Minervini، Laura (2010). "Le français dans l'Orient latin (XIIIe–XIVe siècles): Éléments pour la caractérisation d'une scripta du Levant". Revue de linguistique romane. ج. 74 ع. 293–294: 119–198. DOI:10.5169/seals-781695.
- Rubin، Jonathan (2018). Learning in a Crusader City: Intellectual Activity and Intercultural Exchanges in Acre, 1191–1291. Cambridge University Press.